# Grove St. Party
«Grove St. Party» — четвертий сингл з дебютного студійного альбому Flockaveli американського репера Waka Flocka Flame. Один з куплетів пісні має посилання на сингл виконавця 2009 року «O Let's Do It».

## Відеокліп
8 квітня 2011 на MTV відбулась прем'єра кліпу. У відео знялися Waka Flocka, Кебо Ґотті Gotti й Gucci Mane. За сценарієм репер виходить з гастрольного автобусу й обходить вечірку. У відео присутнє зелене світло й танцівливий неоново-зелений ведмедик Фозі. Репер YC виконує танок зі свого кліпу «Racks».

## Ремікси
Ремікс Lil Wayne з участю Lil B увійшов до мікстейпу Картера Sorry for the Wait.  Prodigy з Mobb Deep видав ремікс «It's a Body», Віз Каліфа — «Reefer Party». Ейс Гуд використав біт для свого фрістайлу.

## Чартові позиції
У тиждень 7 лютого 2011 р. «Grove St. Party» дебютував на 38-ій сходинці чарту Hot R&B/Hip-Hop Songs. Згодом він піднявся на 12-те місце. Після двох тижнів перебування в Bubbling Under Hot 100 Singles окремок посів 93-тю позицію чарту Billboard Hot 100, наступні два тижні він був на 82-ій сходинці. Найвище місце у цьому чарті — 74-те.
| Чарт (2011)              | Найвища позиція |
| ------------------------ | --------------- |
| US Billboard Hot 100     | 74              |
| US Hot Rap Songs         | 10              |
| US Hot R&B/Hip-Hop Songs | 12              |